# Daxing International Airport
Daxing International Airport (vereenvoudigd Chinees:北京大兴国际机场, pinyin: Běijīng Dàxīng Guójì Jīchǎng, Engels: Beijing Daxing International Airport) is een groot vliegveld van de Chinese hoofdstad Peking (Beijing) dat geopend werd op 25 september 2019 door president Xi Jinping. Het vliegveld ligt 45 kilometer ten zuiden van het centrum, in het meest zuidelijke district van Beijing, Daxing. Het is het tweede vliegveld van Peking, na Capital International Airport.
Het vliegveld is de thuisbasis voor China United Airlines, en zal vanaf eind oktober 2019 ook bediend worden door China Eastern Airlines en China Southern Airlines.

## Geschiedenis
Eind 2015 besloot de regering een nieuw vliegveld bij Peking aan te leggen omdat de bestaande luchthavens de groei niet meer aankonden. Vijf jaar later moest deze nieuwe luchthaven, Beijing Daxing International Airport, klaar zijn. De Netherlands Airport Consultants zijn betrokken bij het ontwerp. Daxing werd ontworpen voor een initiële capaciteit van 72 miljoen passagiers per jaar, met een terminal van meer dan 700.000 m² en vier landingsbanen en vergt een investering van zo'n 56 miljard euro. Op langere termijn wordt gedacht aan bijkomende terminalcapaciteit, zeven landingsbanen en een capaciteit van 620.000 vluchten per jaar en 100 miljoen passagiers. Finaal wordt gemikt op een capaciteit voor 130 miljoen passagiers en acht landingsbanen. Na opening van deze luchthaven - bij initiële planning voorzien einde 2019, uiteindelijk vervroegd naar eind september 2019 - werd Peking Nanyuan gesloten voor burgerluchtvaart.
De immense terminal in de vorm van een zeester is een van de laatste ontwerpen van de Britse architecte Zaha Hadid voordat ze stief in 2016. De armen van de zeester komen samen in een grote middenhal. Het ontwerp maakt het mogelijk dat de route van de beveiliging tot aan de meest verre gate amper 600 meter is. 